# 肥豬彎貝介
肥豬彎貝介（学名：Loxoconcha crassella）为彎貝介科彎貝介屬下的一个种。